# Nowgorodskaja (obwód wołogodzki)
Nowgorodskaja (ros. Новгородовская) – wieś w Rosji, w rejonie tarnoskim obwodu wołogodzkiego. W 2010 r. liczyła 21 mieszkańców.